# Corcelles-près-Concise
Corcelles-près-Concise is een gemeente en plaats in het Zwitserse kanton Vaud, en maakt deel uit van het district Jura-Nord vaudois.
Corcelles-près-Concise telt 283 inwoners.